# Olophontosia mediofasciata
Olophontosia mediofasciata är en fjärilsart som beskrevs av Rothschild 1917. Olophontosia mediofasciata ingår i släktet Olophontosia och familjen tandspinnare. Inga underarter finns listade i Catalogue of Life.